# Ponthieva mandonii
Ponthieva mandonii är en orkidéart som beskrevs av Heinrich Gustav Reichenbach. Ponthieva mandonii ingår i släktet Ponthieva och familjen orkidéer. Inga underarter finns listade i Catalogue of Life.